# Mycalesis delila
Mycalesis delila är en fjärilsart som beskrevs av Fabricius 1793. Mycalesis delila ingår i släktet Mycalesis och familjen praktfjärilar. Inga underarter finns listade i Catalogue of Life.